# Germán Pezzella
Germán Alejo Pezzella (Bahia Blanca, 27 de junho de 1991) é um futebolista argentino que atua como zagueiro. Atualmente joga pelo River Plate.

## Carreira

### River Plate
Germán Pezzella começou a carreira no River Plate.
Ele fez sua estreia no time principal em 7 de dezembro de 2011 na Copa Argentina contra o Defensores de Belgrano. Ele marcou seu primeiro gol profissional contra o Colon em 2 de setembro de 2012.Sua estreia na liga aconteceu em 2 de março do ano seguinte, onde jogou os 90 minutos completos em um empate em casa por 0 a 0 contra o Quilmes.

### Betis
Em 10 de julho de 2015, assinou contrato de cinco anos com o Betis, que pagou  €  2 250 000 por 50% dos direitos econômicos.Ele fez sua estreia pelo clube em 23 de agosto em um empate de 1 a 1 contra o Villarreal e rapidamente se estabeleceu como líder.

### Fiorentina
Em 19 de agosto de 2017, Pezzella foi emprestado  para a Fiorentina por uma taxa de 500.000 €, com opção de compra definida em € 10 milhões.Em 27 de agosto de 2017, ele fez sua estreia na Serie A, jogando toda a partida na derrota por 1 a 2 contra a Sampdoria.Em 16 de setembro, marcou seu primeiro gol na Itália, na vitória da Viola por 2 a 1 sobre o Bologna.
Em 30 de maio de 2018, ele foi comprado pela Fiorentina por uma taxa de transferência de 11 milhões de euros e assinou contrato até a temporada (2021/22).
A partir da temporada 2018-2019, Pezzella se torna o novo capitão da Fiorentina.
Pezzella encerrou sua experiência italiana, com 131 partidas e 7 gols no campeonato.

### Retorno ao Betis
Em agosto de 2021, assinou por 4 temporadas, em sua segunda vez com Real Betis, que pagou cerca de 4 milhões de euros à Fiorentina pela transferência. Em sua primeira campanha nesta passagem, com Manuel Pellegrini como treinador, conquistou a Copa do Rei e a equipa qualificou-se para a Liga Europa.

### Retorno ao River Plate
No dia 5 de agosto de 2024, após nove anos, Pezzella anunciou seu retorno ao River Plate.

## Seleção Argentina
Foi convocado pela primeira vez para a seleção principal em 2017, para as partidas de qualificação para a Copa do Mundo de 2018 contra Peru e Equador, nas quais não jogou. Estreou-se pela Albiceleste no mês seguinte, em sua segunda convocação para a seleção, na vitória por 1 a 0 em amistoso fora de casa contra a Rússia, em Moscou.
Em 11 de outubro de 2018, marcou seu primeiro gol pela Alviceleste, no amistoso contra o Iraque, com vitória da Argentina por 4 a 0.
Em maio de 2018, ele foi convocado por Jorge Sampaoli para a seleção preliminar de 35 jogadores da Argentina para a Copa do Mundo de 2018 na Rússia, mas não foi listado entre os 23 jogadores da convocação final para a Copa do Mundo.

### Copa do Mundo 2022
Em 11 de novembro de 2022, é selecionado por Lionel Scaloni para participar da Copa do Mundo de 2022. Ele fez parte da seleção argentina que conquistou a Copa do Mundo de 2022 e fez três participações no torneio. Pezzella estreou na copa contra a Holanda, entrando aos 78 min. na vaga de Romero.

## Títulos
River Plate
- Primera B Nacional: 2011-12
- Campeonato Argentino: 2014
- Copa Sul-Americana: 2014
- Recopa Sul-Americana: 2015
- Copa Libertadores da América: 2015

Real Betis
- Copa do Rei: 2021–22

Seleção Argentina
- Copa América: 2021, 2024
- Copa dos Campeões CONMEBOL–UEFA: 2022
- Copa do Mundo FIFA: 2022